# Moriaanseweg

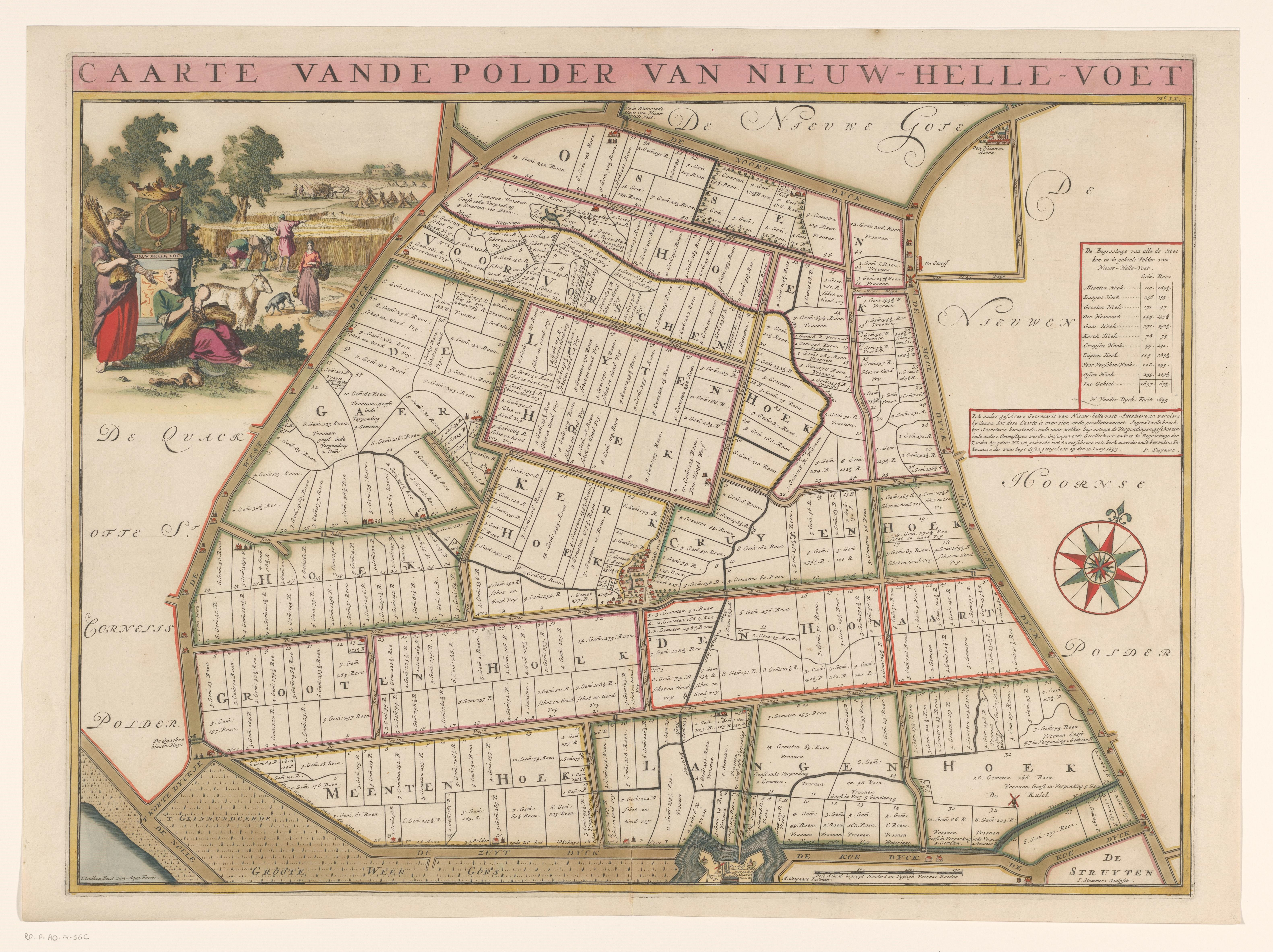
Kaart uit 1697 van Nieuw Hellevoet en haar polders, hier wordt de Moriaanseweg voor het eerst vermeld

De Moriaanseweg zijn twee straatwegen in Nieuw-Helvoet in de gemeente Voorne aan Zee. De Moriaanseweg West loopt van de Hellevoetse Achterweg en de Smitsweg, nabij het centrum van Nieuw-Helvoet tot de Rijksstraatweg en de Moriaanseweg Oost loopt van de Rijkstraatweg tot de Oostdijk. In het recente verleden had de weg ook de naam Kolenpad en Moriaanscheweg. De straten bevatten voornamelijk woonhuizen en winkels.

## Oorsprong naam
De oudste verwijzing naar de Moriaanseweg staat op een kaart uit 1697, waar de weg De Mooriaansewegh wordt genoemd, terwijl een kaart uit 1714 de naam Den Moorjaenschewegh gebruikt, met een "j". Een kaart uit 1656 gaf alleen de naam Wegh na Hellevoete.
De term Moriaan had vroeg dezelfde betekenis als neger en mogelijk is de straat vernoemd naar De Moriaan, een herberg die terloops in 1744 wordt vermeld als onderdeel van Hellevoetsluis en mogelijk dezelfde herberg was die dienst deed als rechthuis. De naam Moriaan of Moriaen was een populaire term voor een herberg of logement. Zo waren er herbergen in Heenvliet in de 16e eeuw en in Brielle in de 18e eeuw die deze naam bezatten.
Een andere mogelijkheid is dat de term Moor van Moer komt, een oude term voor een turf- of veengebied. Dan zou er mogelijk een verband zijn tussen de Moriaanseweg en de Moor Hoek, een perceel in De Quack, net achter de Westdijk en bijna parallel aan de Moriaanseweg. Deze wordt al in 1671 genoemd. Een Jaan is een oude term voor een "spoor van een wiedster op een akker", dan zou de naam Moor Jaanse mogelijk de betekenis hebben gehad van "akkerspoor op veenland".

## Recente geschiedenis

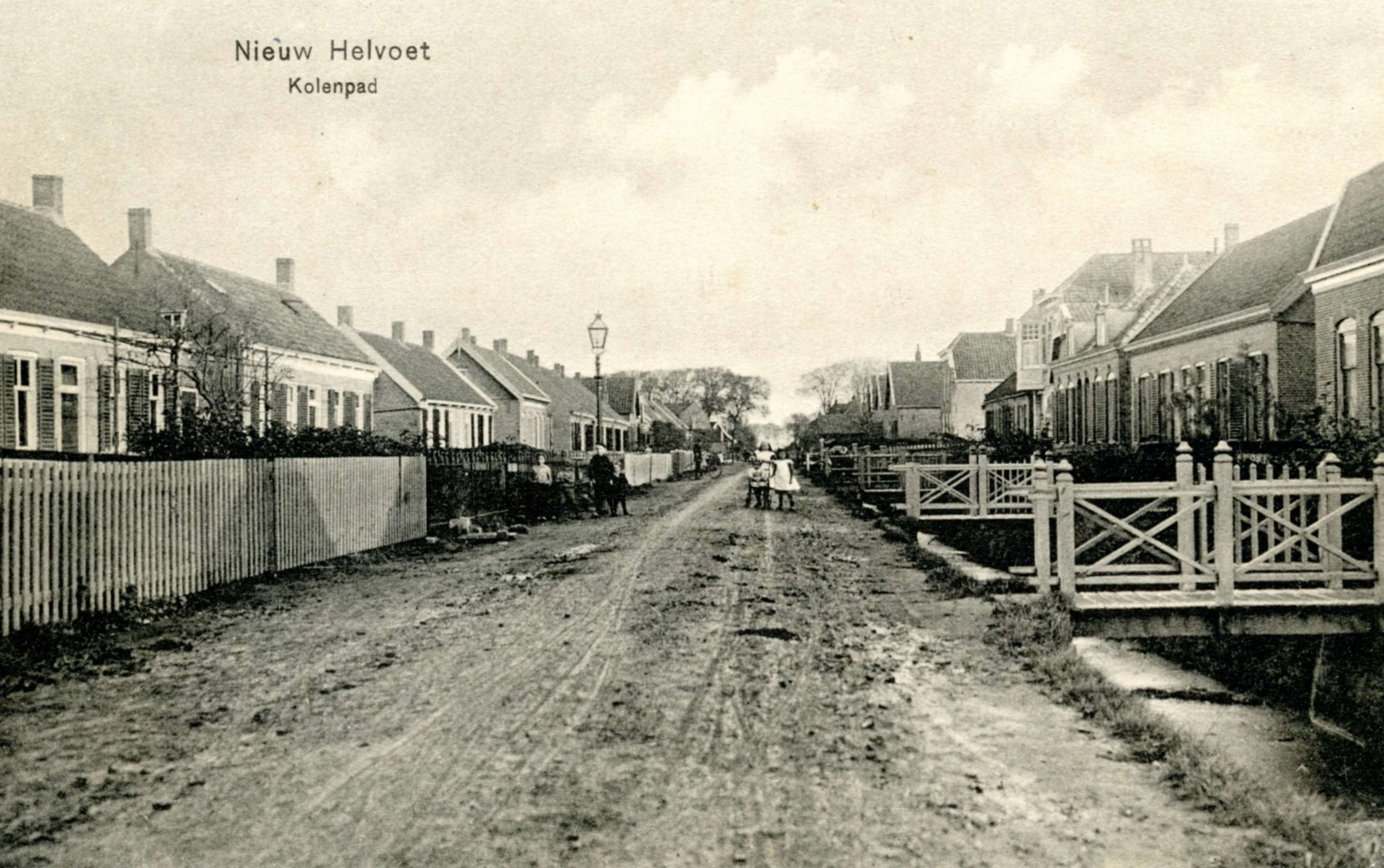
Het "Kolenpad" in 1913. De slechte kwaliteit van de weg na een regenbui is duidelijk te zien

De Moriaanseweg bleef tot eind 19e eeuw in essentie een polderweg met lage bebouwing en voornamelijk landbouw. Er heeft in 1851 een houten korenmolen gestaan aan de Moriaanscheweg. Deze molen werd in 1891 herbouwd van steen en is in 1976 gesloopt door de gemeente.
In 1861 werd een vergunning verleend om in Hellevoetsluis een Gasfabriek op te zetten. Het koolas van deze fabriek werd gebruikt om de straat te verstevigen en de straat kreeg in de volksmond al in 1880 de naam Kolenpad. In 1888 twee jaar na de Doleantie werd door de dolerende gemeenschap in Nieuw-Helvoet een kerk gebouwd, nadat ze de jaren daarvoor een woonhuis op het Kolenpad hadden gebruikt. Deze kerk bleef in gebruikt tot 2014, waarna het door de lokale supermarkt wordt opgekocht.

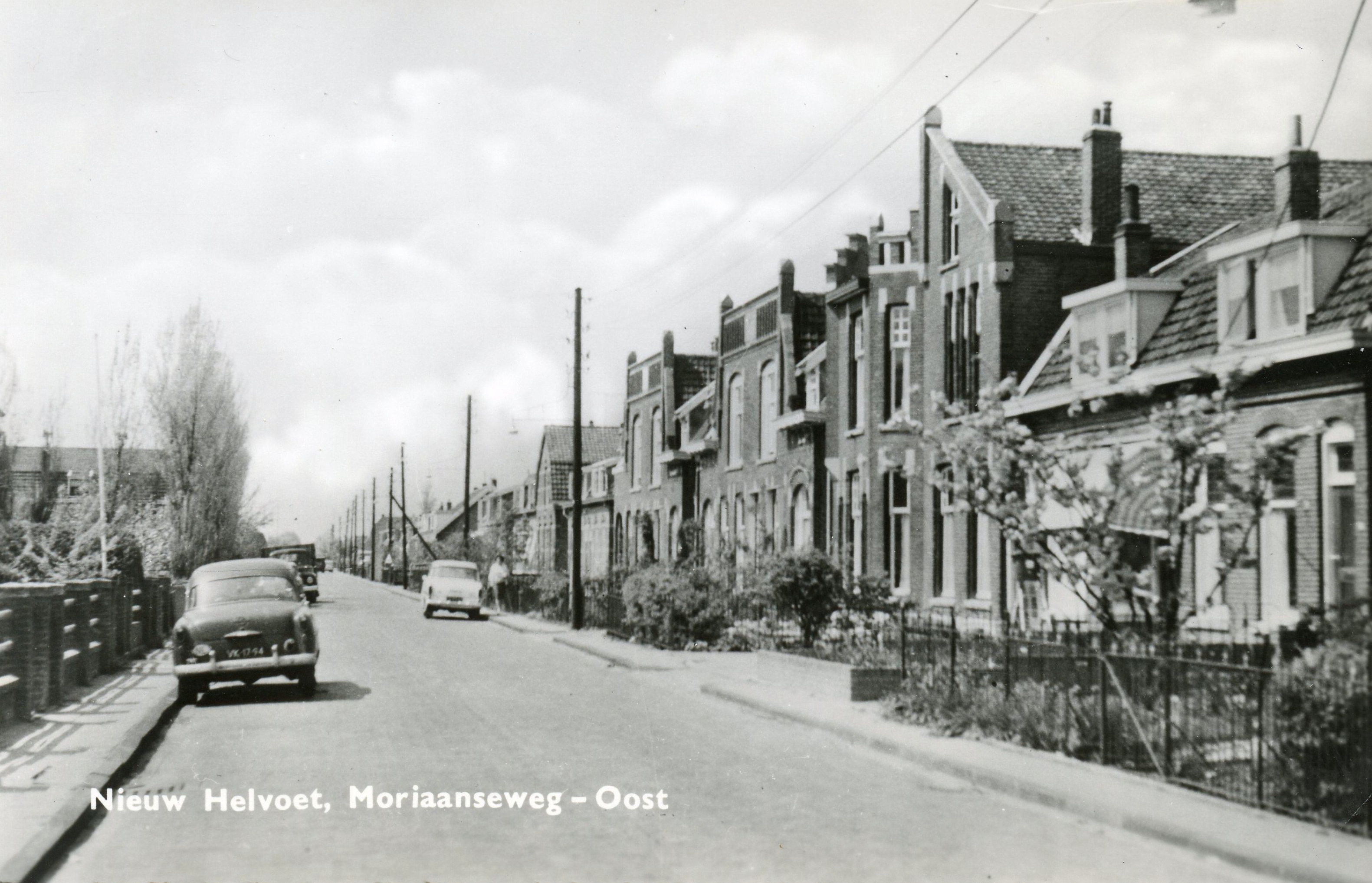
Moriaansweg Oost, vanaf de rechterkant eerst 201 waar nu een winkel staat, daarna 199 tot 191.

Door de bevolkingsgroei van Hellevoetsluis eind 19e eeuw werden er steeds meer woningen aan de Moriaanseweg en de Rijkstraatweg gebouwd. Merendeel van de gebouwen aan de Moriaanseweg Oost stammen uit de periode 1895 tot 1910, terwijl de meeste gebouwen aan de Moriaanseweg West stammen uit de periode 1904 tot 1920.
Er zijn verschillende monumentale woningen aan de Moriaanseweg Oost gebouwd in een jugendstil-stijl, namelijk de adressen 191 tot 197, gebouwd in 1906. Waarbij de Moriaanseweg Oost 199 (ook uit 1906 en in 1915 gerenoveerd), gebouwd is in een rationalistische stijl. Annie Romein-Verschoor heeft een korte periode rond 1900 nog op het Kolenpad gewoond, nadat haar vader docent was geworden aan de machinistenschool in Hellevoetsluis.

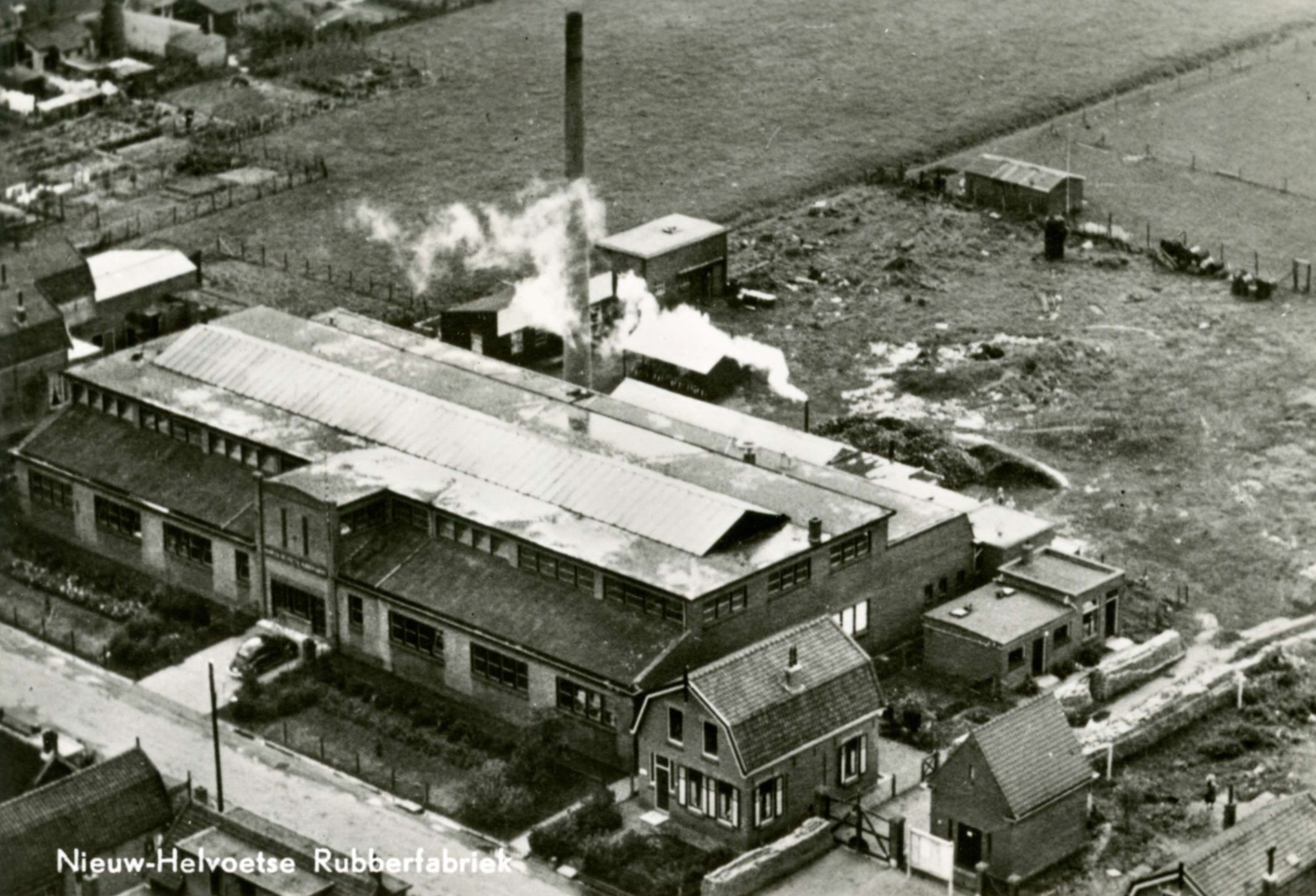
De Rubberfabriek, Nieuw-Helvoet, Moriaanseweg Oost 1950

Het beursgebouw, een onderdeel van de Nieuw-Helvoetsche Beurs- en Bedrijfstentoonstellingvereeniging, werd op 30 augustus 1929 geopend door burgemeester F.W. van Driel aan de Moriaanseweg Oost. Het bleek op lange termijn niet rendabel te zijn en in 1939 werd het gebouw opgekocht en verbouwd door Helvoet Rubber die er een rubberfabriek van maakt. Vanaf eind jaren 80 tot begin jaren 90 worden de gebouwen overgenomen door Moerman Meubels.
In 1936 werd begonnen met het verbeteren van de Moriaanseweg en het dempen van de sloten. De straat bleef een zorgenkindje en 1957 was men nog steeds bezig met een herbestrating. De ontwikkelingen van de laatste jaren zijn het verhuizen van Auto Den Hartog van de Rijksstraatweg naar de Moriaanseweg West in 1968, de groei van Moerman Woon Promenade eind jaren tachtig tot heden, en het sluiten van een deel van Helvoet Rubber in 2023.